# Стерненейланд
Стерненейланд (нидерл. Sterneneiland, остров крачек) — искусственно созданный полуостров у бельгийского побережья.
Стерненейланд был создан в 1997 году в качестве места гнездования крачек: обыкновенной, малой и пестроносой. На момент создания площадь острова составляла 5 га, в 2007 году она была увеличена до 11 га. Планируется и дальнейшее расширение до 22 га. В 2005 году популяция острова нассчитывала 11 малых крачек, 2538 пестроносых крачек и 1475 обыкновенных крачек. В 2009 году популяции уменьшились из-за появления на острове лис.
Несмотря на то, что Стерненейланд называется островом, на самом деле он является полуостровом.
Стерненейланд закрыт для посещения.